# Sara Ramo
Sara Ramo (Madrid, 6 de outubro de 1975) é uma artista plástica hispano-brasileira que trabalha com instalação, vídeo, escultura e colagem.

## Vida e educação
De pai espanhol e mãe brasileira, Sara viveu sua infância entre o Brasil e Espanha. Com 17 anos, ingressou no bacharelado de artes e ofícios da Escuela de la Palma nº2. Logo após, iniciou o curso de Belas Artes da Universidade Complutense de Madrid onde concluiu sua licenciatura em Belas Artes pela Universidade Federal de Minas Gerais.   

## Carreira
Em 2003, venceu a primeira edição da Bolsa do Museu de Arte da Pampulha em Belo Horizonte. No mesmo ano, foi convidada a integrar a equipe de artistas da Galeria Fortes Vilaça. 
Sua técnica articula-se em diferentes formatos — principalmente em instalação, vídeo, escultura e colagem. Em trabalhos como Alguns dias passados no espaço (2005), a artista convidou o espectador a questionar valores previamente adquiridos, trabalhando diretamente com os elementos que definem o cotidiano imediato para reconfigurá-los em estranhas presenças. 
Em Penumbra (2012), a alteração da ordem natural das coisas possibilitou a criação de novas estruturas de sensibilidade. A artista englobou um vasto patrimônio de tradição cultural que confronta a perspectiva utilitária e científica do mundo contemporâneo; incorporando noções de misticismo, mitologia e magia. Seu questionamento permeia a relação entre o ser humano e os objetos que se determinam apenas pela sua utilidade. Ao fraturar esse paradigma, novas possibilidades narrativas emergem, envolvendo consequências espaciais e temporais em suas obras. Em 2020, foi considerada uma das 20 artistas mais influentes de arte na Espanha.

## Principais Obras
- Cartas sobre a mesa - 2020
- Un cuarto propio, algo caliente y todo lo demás - 2020
- lindaviejalocabruja - 2019
- La caída y otras formas de vida[6] - 2019
- La construcción de lo posible - 2019
- Afinidades afetivas - 2018
- Para Marcela e as outras[7] - 2017
- Os Ajudantes[8] - 2015
- Punto Ciego - 2014
- Desvelo y Traza[9] - 2014
- Sin Heroismos, por favor[10] - 2012
- Penumbra[11] - 2012
- Translado[12] - 2009
- Movable Planes[13] - 2009
- Alguns dias passados no espaço[14] - 2005
- O Jardim das Coisas do Sótão - 2004

## Prêmios
- Fundación Botín, Santander[15] - 2015
- Bolsa de Cultura Francesa Cité des Arts, Paris (2008),
- Prêmio Marcantônio Vilaça para as Artes Plásticas[16], Recife (2006);